# Élections municipales de 2026 à Vitry-sur-Seine
Pour des articles plus généraux, voir Élections municipales françaises de 2026 et Élections municipales de 2026 dans le Val-de-Marne.
Les élections municipales de 2026 à Vitry-sur-Seine auront lieu en mars 2026. Elles visent au renouvellement du conseil municipal et du conseil métropolitain de la métropole du Grand Paris.

## Modalités du scrutin

### Dates
Ces élections se tiendront en mars 2026, les dates précises seront annoncées par décret au moins 3 mois avant le scrutin.

### Mode de scrutin
L'élection des conseillers municipaux et métropolitains se déroule selon un scrutin de liste à deux tours avec prime majoritaire : les candidats se présentent en listes complètes avec la possibilité de deux candidats supplémentaires. Lors du vote, on ne peut faire ni adjonction, ni suppression, ni modification de l'ordre de présentation des listes. Chaque bulletin de vote comporte deux listes : une liste de candidats aux seules élections municipales et une liste de ceux également candidats au conseil métropolitain.
Le nombre de sièges à pourvoir au conseil municipal de Vitry-sur-Seine correspond à celui des communes dont la population est comprise entre 80 000 et 100 000 habitants, soit 53 sièges. Les conseillers municipaux sont élus au suffrage universel direct pour une durée de mandat de six ans. L'élection se termine au premier tour en cas de majorité absolue. Le cas échéant, un second tour a lieu. Les listes qui ont obtenu au moins 10 % des suffrages exprimés au premier tour peuvent se présenter au second. Les candidats des listes qui ont obtenu plus de 5 % des suffrages exprimés au premier tour peuvent rejoindre une autre liste.
La liste ayant obtenu le plus de voix se voit attribuer la moitié des sièges, arrondie à l'entier supérieur si nécessaire. Ainsi, la liste majoritaire obtiens automatiquement 27 sièges. Les 26 sièges restants sont attribués à la représentation proportionnelle à la plus forte moyenne aux listes ayant obtenu au moins 5 % des suffrages exprimés au second tour (ou au premier tour en cas de tour unique).

## Contexte

### Scrutin précédent
Les élections municipales de 2020 ont été marquées par une abstention massive en raison de la pandémie de Covid-19, la participation lors du 1er tour s'étant effondrée de 42 % en 2014 à 27 % en 2020.
Sur le plan local, la liste conduite par le communiste Jean-Claude Kennedy, soutenue par le Parti Socialiste et Europe Écologie - Les Verts réussit à conserver la mairie en obtenant 40 sièges, soit autant que lors de l'élection précédente. Il est toutefois à noter que les Verts avaient en 2014 présenté leur propre liste et obtenus 4 sièges supplémentaires.
La liste divers gauche et écologiste parvient à entrer au conseil municipal et obtient 7 sièges.
Enfin, la liste de droite réunissant Les Républicains, l'UDI, Soyons libres et la Mouvement radical, parvient à se maintenir au conseil municipal et à conserver ses 6 sièges.
La liste du centre, soutenue par La République en Marche, le MoDem, le Parti radical de gauche et Agir ne parvient pas à obtenir de siège, échouant de peu à atteindre les 10% au 1er tour et n'ayant pas fusionné avec une autre liste pour le 2d.

## Candidatures déclarées
Dès février 2025, le maire sortant Pierre Bell-Lloch est investi en tant que tête de liste par son parti, le PCF.

## Sondages
Tout sondage d'opinion est affecté par une marge d'erreur.
Une couleur arbitraire est associée à chaque institut de sondage ; ces couleurs sont une aide visuelle et ne correspondent pas à une tendance politique.

## Résultats
|                          |                   |       |              |              |             |             |        |        |  |
| Tête de liste            | Tête de liste     | Liste | Premier tour | Premier tour | Second tour | Second tour | Sièges | Sièges |  |
| Tête de liste            | Tête de liste     | Liste | Voix         | %            | Voix        | %           | CM     | CC     |  |
|                          | Pierre Bell-Lloch | PCF   |              |              |             |             |        |        |  |
|                          |                   |       |              |              |             |             |        |        |  |
|                          |                   |       |              |              |             |             |        |        |  |
|                          |                   |       |              |              |             |             |        |        |  |
|                          |                   |       |              |              |             |             |        |        |  |
| Votes valides            |                   |       |              |              |             |             |        |        |  |
| Votes blancs             |                   |       |              |              |             |             |        |        |  |
| Votes nuls               |                   |       |              |              |             |             |        |        |  |
| Total                    | Total             | Total |              | 100          |             | 100         | 53     | 2      |  |
| Abstention               |                   |       |              |              |             |             |        |        |  |
| Inscrits / participation |                   |       |              |              |             |             |        |        |  |